# 费尔南多·伍德
费尔南多·伍德（Fernando Wood，1812年6月14日—1881年2月13日）是美国民主党政治人物、商人和房地产投资者，曾担任纽约第73和第75任市长。伍德還曾經擔任為期16年的美國众议院議員，他也擔任過美国众议院筹款委员会主席。 
费尔南多·伍德支持美国南方的政治勢力（例如美利堅聯盟國），即使在南北战争期間也是如此。他曾向紐約市議會建议，该市应該成為一個独立的城邦，並继续与美利坚联盟国进行棉花贸易。他在美國众议院中多次公開反對美國總統亚伯拉罕·林肯的政策，他也是美利坚合众国宪法第十三条修正案的反对者之一。